# Reidar Ødegaard
Reidar Ødegaard (Lillehammer, 24 novembre 1901 – Lillehammer, 11 aprile 1972) è stato un fondista, combinatista nordico e sciatore di pattuglia militare norvegese.

## Biografia
Specialista delle brevi distanze e mediocre saltatore, ottenne risultati modesti sia ai Campionati norvegesi sia al Trofeo Holmenkollen poiché all'epoca della sua carriera entrambe le manifestazioni prevedevano solo gare di combinata nordica e, nel fondo, sulla lunga distanza. A Holmenkollen i suoi migliori risultati furono il 17º posto nella combinata nordica del 1927 e il 13° nella 50 km del 1931.
In carriera prese parte a un'edizione dei Giochi olimpici invernali, Sankt Moritz 1928, dove vinse il bronzo nella 18 km di fondo con il tempo di 1:40:11,0, battuto dai connazionali Johan Grøttumsbråten e Ole Hegge, e l'oro nella pattuglia militare (sport dimostrativo).

## Palmarès

### Sci di fondo

#### Olimpiadi
- 1 medaglia[2], valida anche a fini iridati:
  - 1 bronzo (18 km a Sankt Moritz 1928)